# Корнеліус Сміт (генерал-губернатор)
Корнеліус Сміт (англ. Cornelius Alvin Smith; нар. 7 квітня 1937) — багамський політик, генерал-губернатор Багамських Островів з 28 червня 2019 року до 31 серпня 2023 року.
Один із засновників партії Вільний національний рух, від якої в 1982 році був обраний до парламенту. Після того, як ВНР у 1992 році виграла вибори, по черзі обіймав посади міністра освіти (1992—1995), громадської безпеки та імміграції (1995—1997), туризму (1997—2000), транспорту та місцевого самоврядування (2000—2002). В 2002 році після поразки ВНР не переобраний в парламент, але в 2008 році, після повернення партії до влади, призначений послом в США і постійним представником при організації американських держав. В 2018 році став заступником генерал-губернатора, а ще через рік змінив Маргеріт Піндлінг на цій посаді.